# Aung Kaung Mann
Aung Kaung Mann (* 18. Februar 1998 in Taungdwingyi) ist ein myanmarischer Fußballspieler.

## Karriere

### Verein
Das Fußballspielen erlernte Aung Kaung Mann im Youth Team von Ayeyawady United. Der Verein aus Pathein spielte in der höchsten Liga des Landes, der Myanmar National League. 2019 wurde er mit dem Verein Vizemeister. 2020 wechselte er auf Leihbasis nach Thailand. Hier schloss er sich dem Trat FC aus Trat an. an. Der Club aus Trat spielt in der ersten Liga, der Thai League. Nach Vertragsende bei Ayeyawady United unterschrieb er am 1. Juli 2020 einen Vertrag beim thailändischen Zweitligisten Lampang FC in Lampang. Bis Ende 2020 stand er siebenmal für Lampang in der zweiten Liga auf dem Spielfeld. Ende Dezember 2020 verpflichtete ihn Ligakonkurrent Khon Kaen United FC aus Khon Kaen. In der Saison 2020/21 wurde er mit Khon Kaen Tabellenvierter und qualifizierte sich für die Aufstiegsspiele zur zweiten Liga. Hier konnte man sich im Endspiel gegen den Nakhon Pathom United FC durchsetzen und stieg somit in die zweite Liga auf. Für Khon Kaen absolvierte er 16 Zweitligaspiele. Im Mai 2021 ging er nach Malaysia. Hier unterschrieb er einen Vertrag beim Sri Pahang FC. Mit dem Verein aus Kuantan spielte er in der ersten malaysischen Liga. Sechsmal stand er für den Klub in der ersten Liga auf dem Spielfeld. Im Januar 2022 kehrte er nach Thailand zurück. Hier schloss er sich dem Zweitligisten Udon Thani FC an. Nach guten Leistungen in der Rückrunde wurde sein Vertrag im Juli 2022 um ein Jahr verlängert. Nach der Hinrunde 2022/23 wechselte er im Januar 2023 nach Chonburi zum Erstligisten Chonburi FC. Einen Tag später wurde er an den Zweitligisten Customs United FC ausgeliehen. Mit dem Verein aus Samut Prakan wurde man am Ende der Saison 2022/23 Tabellendritter und qualifizierte sich somit für die Aufstiegsspiele zur ersten Liga. Hier musste man sich jedoch im Finale gegen den Uthai Thani FC geschlagen geben. Nach Ende der Saison kehrte er nach Chonburi zurück. Im Juli 2023 wechselte er ebenfalls auf Leihbasis zum Erstligaaufsteiger Uthai Thani FC. Für den Verein aus Uthai Thani bestritt er zwei Erstligaspiele. Im Dezember 2023 wurde sein Leihvertrag nicht verlängert. Im gleichen Monat wechselte er auf Leihbasis zum Zweitligisten Nakhon Ratchasima FC. Am Ende der Saison 2023/24 feierte er mit dem Verein aus Nakhon Ratchasima die Meisterschaft der zweiten Liga sowie den direkten Wiederaufstieg in die erste Liga. Für Korat bestritt er 13 Ligaspiele. Nach der Ausleihe kehrte er nach Chonburi zurück. Hier wurde sein Vertrag nicht verlängert. Anfang September 2024 ging er nach Malaysia. Hier schloss er sich in Kota Bharu dem 	Erstligisten Kelantan Darul Naim FC an. Nach vier Ligaspielen kehrte er im Januar 2025 nach Thailand zurück, wo er in Phrae einen Vertrag beim Zweitligisten Phrae United FC unterschrieb. Für den Verein aus Phrae bestritt er fünf Ligaspiele. Im Sommer 2025 wurde sein Vertrag nicht verlängert.

### Nationalmannschaft
Aung Kaung Mann spielte von 2015 bis 2016 achtmal für die myanmarische U-19-Nationalmannschaft. Von 2018 bis 2019 stand er 15 Mal für die U-23-Nationalmannschaft auf dem Platz.

## Erfolge
Ayeyawady United
- Myanmarischer Vizemeister: 2019

Nakhon Ratchasima FC
- Thailändischer Zweitligameister: 2023/24  ▲